# Ignaz Anton Demeter

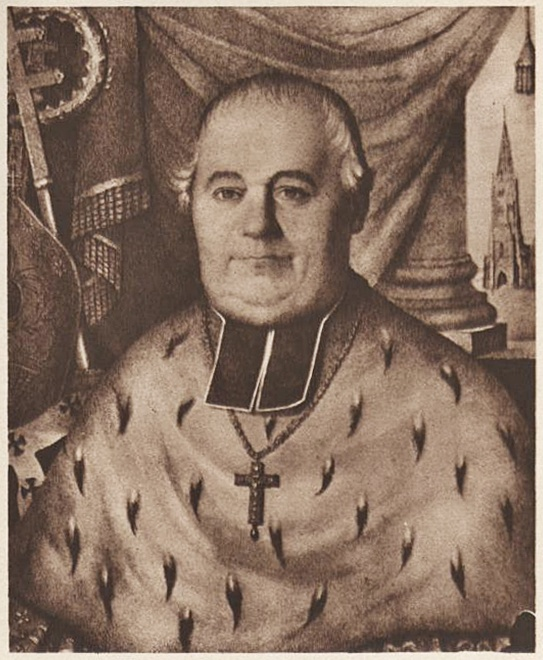
Erzbischof Ignaz Anton Demeter

Ignaz Anton Demeter (* 1. August 1773 in Augsburg; † 21. März 1842 in Freiburg im Breisgau) war von 1836 bis 1842 Erzbischof von Freiburg.

## Kindheit
Am 1. August des Jahres 1773 wurde dem Augsburger Bäckermeisterehepaar Johann Nepomuk Demeter und seiner Gattin Eleonore geb. Bruggberger ein Sohn geboren, den sie auf den Namen Ignaz Anton tauften. Er war der Erstgeborene von insgesamt elf nachgewiesenen Kindern. Von diesen verstarben aber fünf bereits in den ersten Lebensjahren. Der Vater selbst war gebürtig aus Höchstädt an der Donau, die Mutter stammte aus einer Augsburger Familie im Bereich der Dompfarrei.

## Jugend
Bereits in den Jugendjahren hatte sich Ignaz der Musik verschrieben. Er spielte Geige, Cello und auch Fagott.
Sowohl als Musiker wie als Sänger war er an der Domstiftskirche Augsburg tätig. In jene Zeit fällt auch die Freundschaft zu Anton Böhm, ebenfalls Kirchenmusiker in Augsburg. Während Demeter Augsburg später verließ, gründete sein Freund Böhm dort einen noch heute bestehenden Musikverlag. Böhm widmete in späteren Jahren seinem Jugendfreund Demeter eine in seinem Verlag erschienene Messe.
Bereits 1789 verstarb Demeters Vater Johann Nepomuk Demeter in Augsburg, noch nicht ganz 46 Jahre alt und nur wenig nach der Geburt des letzten Kindes Johannes Xaverius Blasius Demeter. Die Witwe Eleonora geb. Bruggberger heiratete am 27. Dezember 1791 in zweiter Ehe Bernhard Stark aus Augsburg.
Ignaz Anton Demeter besuchte in Augsburg die Stadtschule und das Jesuitenkolleg St. Salvator. Zur Musikliebe kamen noch die Sprachen, hier brachte er es bis zu einem Schulpreis. Seine Ausdauer und Begabung brachten ihn 1793 an das Bartholomäerinstitut in Dillingen an der Donau.
An dieser altehrwürdigen Schule lernte er auch den bedeutenden Theologen Johann Michael Sailer kennen, der Demeter auch unterrichtete. Die „Erweckungsbewegung“ Sailers beeindruckte den angehenden Theologen nicht wenig. Man kann diese als eine Art Erscheinungsform des Pietismus in der katholischen Kirche bezeichnen. Sailer war es auch, der in Demeter den Hang zur Erziehung, zum Unterrichten, entdeckte. Demeters ausgezeichnete Studienzeugnisse beweisen, dass dies seine Bestimmung war.
Der damalige Lautlinger Ortsherr, Baron Klemens Wenzeslaus Schenk von Stauffenberg, aus der Wilflinger Stammlinie (* 3. September 1777 Dillingen; † 2. Juli 1833 Rißtissen; seit 1791 im erblichen Reichsgrafenstand), erkannte das Potential des Seminaristen Demeter und bedachte ihn mit dem sogenannten Tischtitel, den man heute mit einem Stipendium vergleichen kann, der bis zur Priesterweihe gültig war. Im Hause Stauffenberg war man den Ideen der Aufklärung verpflichtet und J.M. Sailer schrieb vom Vater, Baron Damian Anton, „die Herrschaft ist reich, angesehen, fromm und an mich glaubend“. Die Söhne und damit auch der Förderer des Studenten Demeter, wurden vom Hofmeister Josef Mets erzogen, den Sailer empfohlen hatte. Die Hochschule verließ Ignaz Demeter nach dreijährigem Studium mit guten Zeugnissen und wurde am 10. August 1796 zum Priester geweiht. Die Primiz feierte er in seiner Heimatstadt Augsburg.

## Erste Pfarrstellen
In den folgenden Jahren verbrachte er seine Zeit als Hilfspriester in Ried, das zur stauffenbergschen Herrschaft Jettingen gehörte. In dieser Gegend waren auch Christoph von Schmid und Martin Boos tätig. Auch sie waren Schüler Sailers und Anhänger seiner Ideen. Dafür allerdings war die Zeit nicht reif und gerade im ländlichen Raum hegte man größtes Misstrauen gegen diese Bewegung. Auf eine Anzeige des Jettinger Dekans Johann Michael Steiner veranlasste der Augsburger Generalvikar Nigg Hausdurchsuchungen bei den verdächtigten Priestern.
Bei der nächtlichen Aktion wurde beim Hilfspriester Demeter auch dessen Briefwechsel mit Johannes Evangelista Goßner gefunden, der später der Bewegung separatistische Züge verlieh und sowohl Jahrgänger als auch Landsmann Demeters war. Diesen Briefen verdanken wir den Einblick in Ignaz Demeters Seelenleben: ein tief religiöser Mensch, der sich schließlich von den Ansichten Goßners löste und sich auch keiner evangelisch-protestantischen Tendenz verdächtig machte.
Patronatsherr Klemens Schenk Reichsgraf von Stauffenberg präsentierte Ignaz Anton Demeter am 11. Februar 1802 als Pfarrer der Kirchengemeinde Lautlingen/Margrethausen. Hier trat er die Nachfolge von Pfarrer Fidelis Lenz im März an und war somit der ungerechtfertigten Verfolgung im Bistum Augsburg entzogen. Zusammen mit ihm kam seine dritte Schwester Maria Viktoria Josefa nach Lautlingen um seinem Pfarrhaushalt vorzustehen. Es gab in dieser kleinen Gemeinde, im Jahre 1812 zählte man 623 Einwohner, wovon 598 als ortsanwesend galten, viel zu tun. Der Kirchenchor war mindestens seit den 1780er Jahren vorhanden, die Schule allerdings bestand nur als Winterschule. In den Sommermonaten wurde jede Hand für die bäuerliche Arbeit gebraucht. Neben der doch sehr einfachen Seelsorgearbeit unterrichtete er die Kinder sieben Jahre lang in allen Fächern. Er konnte hier seine eigenen Lehrmethoden ausprobieren und erzielte dabei solche Erfolge, dass sowohl jüngere als auch ältere Lehrer nach Lautlingen kamen, um sich zu informieren. Ganz seinen Intentionen folgend, richtete er im Pfarrhaus Lautlingen ein kleines Lehrerseminar ein, in dem er den Lehrerkollegen seine Unterrichtsmethoden erläuterte und sie weitergab. Dies war die erste private Lehrerbildungsstätte im Königreich Württemberg. Auch pädagogische Werke gab er in dieser Zeit heraus, so z. B. das 1804 beim Herderverlag in Freiburg erschienene Werk Hexen- und Gespenstergeschichten, das später mehrmals neu aufgelegt wurde. Daraus stammt auch das Zitat: „An Hexen und Gespenster glaubt kein gescheiter Mann, nur in verrückten Köpfen trifft man noch so was an“. Zusammenfassend muss noch erwähnt werden, dass sich in Lautlingen die erste Dorfschule im Königreich Württemberg befand, an der ganzjährig Unterricht erteilt wurde.
Bereits zu dieser Zeit gab es im Ort eine „geringe Musikgesellschaft“, die wohl bei Hochzeiten und anderen Anlässen mehr schlecht als recht aufspielte, deren Geschichte aber bis heute noch nicht fassbar ist. Dies konnte dem aufstrebenden Pfarrer nicht genügen. Er kannte die musikalischen Höhepunkte geistlicher Musik aus seiner Jugendzeit am Augsburger Dom und in Lautlingen wollte er wenigstens ein kleines Abbild schaffen. Dass sich hier im Ort dafür ein fruchtbarer Boden fand, zeigt sich schon daran, dass der katholische Kirchenchor bereits existierte. Auch eine Theatergesellschaft gab es schon und so ergab es sich, dass einige musikalisch Begabte sich um Unterricht beim Pfarrer, der ja selbst Musiker war, bemühten. Sein erklärtes Ziel war die Hebung der Kirchenmusik. Nach zahlreichen Bitten berief er eine Versammlung der Interessenten ein und legte diesen einen bis ins Detail ausgearbeiteten Vertrag vor, der heute noch im Pfarrarchiv Lautlingen lagert. Wie wir später noch hören, war er der „Vergnügungsmusik“ gegenüber unerbittlich und im Vertrag schreibt er auch vor, dass diese Musik der liederlichen Spielleute nicht ausgeübt werden dürfe, unter anderem auch um den gewöhnlichen Musikanten ihr Brot nicht zu schmälern. Es kann kein deutlicheres Zeichen dafür geben, dass es in Lautlingen also schon vorher Musikanten gab.
Die Bildung zu mehren und damit auch das gemeinschaftliche Leben zu fördern war das Ziel Demeters. Seinem Grundsatz „Lieber nichts anfangen, als nicht gut ausführen und rühmlich enden. Lieber gar nichts, als eine Bettelmusik“ folgend, kämpfte er für seine Gesellschaft, denn die Armut in Lautlingen war groß. Bedingt durch Kosten der Revolutionskriege und der Viehverluste durch Seuchen sowie durch Straßenbauten und den Bau bzw. die Instandhaltung öffentlicher Gebäude hatte die bürgerliche Gemeinde einen Schuldenberg von über 72.000 Gulden aufgebaut. Pfarrer Demeter klärte die Finanzierung bereits im Vertrag. Die Besitzverhältnisse der Instrumente waren ebenfalls geklärt. Sie gehörten je zur Hälfte der Kirchenpflege und der Musikgesellschaft. Den erforderlichen Unterricht erteilte er größtenteils selbst, da er ja Fagott und Violoncello einwandfrei beherrschte. Die weiteren Stunden erteilten auswärtige Musiker gegen Bezahlung. Dass die ausgebildeten Musiker ihrerseits für neue Schüler sorgen mussten, war weitsichtig und sorgte dafür, dass die Gesellschaft kein Strohfeuer wurde. Demeter wollte dafür sorgen, dass die Musik in Lautlingen nie ersterbe und im Falle von Krankheit oder Verhinderung Ersatz vorhanden ist.
Die Pfarrhaushälterin und Schwester Maria Josepha Viktoria ehelichte am 18. März 1805 den Oberlehrer Johann Pfister. Die Trauung fand in der Stiftskirche Hechingen statt, dem Wohn- und Wirkungsort des Bräutigams. Im Oktober des gleichen Jahres besuchte Demeters Mutter die schwangere Tochter im hohenzollerischen Hechingen. Auf der Rückfahrt, Demeter war mit dabei, stürzte die Kutsche bei Laufen in die Hochwasserführende Eyach, verursacht durch eine Unachtsamkeit des Kutschers. Während Ignaz Demeter mit dem Schrecken davonkam, ertrank die Mutter Eleonore und wurde erst am anderen Tag gefunden. Er selbst hielt in Lautlingen die Beerdigung ab, für die Mutter, deren Tod einen herben Verlust für Ignaz Demeter bedeutete.
Im weiteren Verlauf gründete Demeter in seiner Pfarrgemeinde Lautlingen auch eine Dorfbücherei, er kümmerte sich um die Baumzucht und auch um die Gartenpflege.
Der weitere Werdegang vollzog sich außerhalb Württembergs, das er am 5. Januar 1809 mit seiner Abreise nach Rastatt verließ. Die Abschiedspredigt an die Gemeinde hatte er bereits zu Neujahr gehalten und einen Tag vor dem endgültigen Abschied stiftete er noch 50 Gulden zu einem Jahrtag am 15. Oktober, dem Todestage seiner Mutter.

## Direktor des Lehrerseminars und Stadtpfarrer in Rastatt
In Rastatt übernahm er, nach Fürsprache und Protektion von Generalvikar Ignaz Heinrich Freiherr von Wessenberg, sein neues Amt als Direktor des Lehrerseminars, als Professor für Pädagogik am Gymnasium und Schulvisitator für Stadt und Land. Gleichzeitig war er aber auch noch Stadtpfarrer und Dekan in Rastatt. Dies war die Zeit, in der Ignaz Anton Demeter seine pädagogischen Veröffentlichungen teils erneut herausgab bzw. neue Bücher schrieb und verlegen ließ. Infolge der Kriegswirren ist beim Herder-Verlag in Freiburg nur noch ein einziges Exemplar aus Demeters Zeit vorhanden. Diese Veröffentlichungen erlangten hohen Bekanntheitsgrad und waren maßgeblich für die Ausbildung neuer Schullehrer.

## Pfarrer von Sasbach
Am 29. Oktober 1818 wurde Ignaz Demeter auf die Pfarrei Sasbach versetzt. Er selbst hatte krankheitshalber um diese Versetzung gebeten. Hier wurde er 1819 Definitor und am 31. Dezember 1831 Dekan. In Sasbach gibt es noch reichlich Archivmaterial aus dieser Zeit. Auch hier waren es die Förderung der Schule und die der Kirchenmusik, die Demeter bewegte. Dass er die Musik förderte, fand auch Zustimmung beim Kreisdirektorium Kinzig. Unter anderem schreibt man von dort: „… Nach unserer Ansicht darf nichts vernachlässigt werden, was auf Verbesserung der noch so rohen Sitten dieser Pfarrgenossen wirken kann …“
In diesem Zusammenhang wurde ein Zuschuss von 66 Gulden zur Ausführung „des edlen Zweckes“ genehmigt. Bereits drei Jahre später hatte man mit vereinten Kräften der Gemeinden Obersasbach, Sasbachwalden, Sasbach-Dorf und Sasbachried die ersten Erfolge aufzuweisen.
Demeter selbst berichtet: „Die jungen Leute singen neue Messen ganz vom Blatte“ und: „Der deutsche Kirchengesang leidet darunter so gar nicht, dass er im Gegenteil dadurch befördert wird. Die alle Sonntage gesungenen deutschen Messen tönen reiner und die deutschen Canons verschönern den deutschen Gesang.“
Immer wieder wird von Zuschüssen berichtet, die auch von den anderen Gemeinden kamen. 1824 berichtet der Pfarrer in einem neuen Antrag, dass „die kalte und gewissermaßen undankbare Gemeinde Sasbachwalden“ sich geweigert habe ihre Quote zu leisten.
In jedem Falle gab es 1827 insgesamt 18 Musikanten neben den Sängerinnen und Sängern des Chores. Diese musikalische Saat sollte auch noch nach dem Weggang Demeters an das Freiburger Domkapitel anhalten. In seine Pfarrei holte er aber auch den Neffen Adolf Pfister aus dem hohenzollerischen Hechingen. Diesen unterrichtete er zunächst selbst und später nahm dieser die theologischen Studien in Straßburg auf. 1833 wurde Pfister von Weihbischof Vicari zum Priester geweiht.
Bei der Primiz am 16. Juni 1833, im heimischen Hechingen, hielt sein Onkel Ignaz selbst die Predigt. An der Primizfeier nahmen die Eltern, Oberlehrer Johann Pfister mit Frau Viktoria sowie zahlreiche weitere Familienmitglieder teil.
Nach den erhaltenen Briefen Ignaz Demeters über die Sehnsucht nach Lautlingen darf vermutet werden, dass Demeter in diesen Tagen seinen alten Wirkungsort ebenfalls nochmals besuchte. Unterlagen darüber sind allerdings nicht erhalten. Im selben Jahr stellten im Übrigen die Lautlinger Musikanten Mattheis Eppler und Gabriel Oswald einen Zuschussantrag für den Kauf von zwei Hörnern. Die Chronik berichtet nichts über den Ausgang der Sache.
Bereits im Jahr 1826 wurde Demeter vom badischen Großherzog Ludwig I. als Ministerialrat zur katholischen Kirchensektion ins Ministerium des Innern nach Karlsruhe berufen. Diese Berufung unter den Vorzeichen besonderer Zuneigung zum Großherzog hielt Demeter allerdings nur ein Jahr in der Landeshauptstadt. Danach zog er sich wieder auf die Pfarrei Sasbach zurück, die er während seiner Dienstzeit weiterhin betreuen durfte. Wenn man bedenkt, dass ihm gerade dieses Amt in späterer Zeit noch so viele Schwierigkeiten bereiten sollte, ein verständliches Handeln. Das herzliche Verhältnis zum Großherzog beweisen außerdem zahlreiche Besuche im Herrscherhaus.
Während seiner ganzen Zeit als Pfarrer und Dekan in Sasbach hat Demeter immer wieder seine tiefe Neigung gegenüber seinen Pfarrkindern bewiesen. Er setzte sich für sie ein, versuchte die Abgaben in erträglichem Maße zu halten und auch ungerechtfertigte Anschuldigungen aus dem Raum zu schaffen. Für seine Verdienste, die er in Straßburg erworben hatte, erhielt er in dieser Zeit auch das Commandeurkreuz der französischen Ehrenlegion vom Bürgerkönig Louis Philippe verliehen.
Demeters Pfarrhaus in Sasbach war auch bekannt für die zahlreichen Besuche bekannter und gelehrter Personen. Auch der Freund aus jungen Jahren, Christoph von Schmid, kam fast jährlich auf der Durchreise hier vorbei. Sein Ziel war die Kurstadt Baden-Baden, aber auch der Besuch beim Freund Demeter. Schmid, der auch in der Erweckungsbewegung tätig war, wurde 1827 Domkapitular in Augsburg, stieg also ebenso in der kirchlichen Hierarchie auf, wie Ignaz Anton Demeter. Dieser war aber schon als Pfarrer von Sasbach einer der angesehensten Geistlichen im mittelbadischen Raum.

## In Freiburg

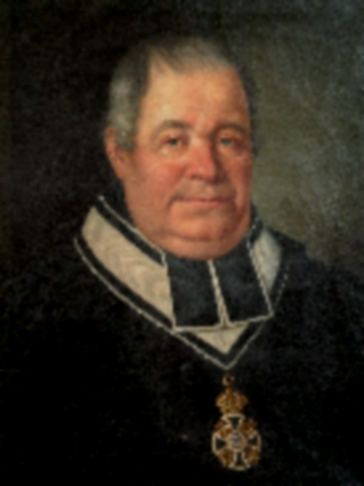
Ignaz Anton Demeter als Domkapitular

Der erste Erzbischof der Erzdiözese Freiburg, Bernhard Boll, war es, der 1833 Demeter in das Domkapitel berief und somit dessen Übersiedlung veranlasste. Adolf Pfister, Neffe des neuen Münsterpfarrers, zog mit seinem Onkel und Förderer um, er wollte an dessen Seite bleiben. Bereits hier zeigten sich erste Konfliktpunkte. Das badische Kirchenblatt kritisierte diese verwandtschaftliche Verbundenheit auf das schärfste und beschuldigte Demeter der „Vetternwirtschaft“. Um den Onkel nicht in weitere Verlegenheit zu bringen, zog Adolf Pfister wieder in die Heimat der Eltern und wurde schließlich Vikar in Steinhofen, heute Ortsteil von Bisingen.
Als Münsterpfarrer schuf Demeter auftragsgemäß in kürzester Zeit ein neues Rituale, in dem er mit alten, süßlichen und blumenreichen Texten gründlich aufräumte. Selbst kein ausgebildeter Liturgiker, sondern eher Erzieher, im weiteren Sinne Musiker und natürlich Seelsorger mit Leib und Seele, schuf er mit 60 Jahren innerhalb nur eines Jahres ein vollständig neues Werk. Es verwundert nicht, dass ein Teil des Klerus dessen Einführung ablehnte und gar behinderte.
Noch als Metropolit hatte Demeter mit diesen Kreisen schwere Kämpfe auszufechten. Wenn er hier vor einem „egoismus clericalis“ warnte, dann sicher zu Recht.
Als Erzbischof Bernhard Boll verstarb und die Wahl eines neuen Oberhirten anstand, hatte das Domkapitel neben anderen hauptsächlich Hermann von Vicari im Auge und Ignaz Demeter selbst wollte zu keinem Zeitpunkt kandidieren. Dennoch wirkten die Kreise um den Großherzog von Baden und dessen staatliche Behörden auf das Kapitel ein und die Wahl musste mehrmals wiederholt werden, ehe schließlich der staatliche Wunschkandidat Demeter gewählt wurde.
Sein Ausspruch „Diese Stunde wird es sein, die mich dem Tode näher bringt“ trifft die Stimmung des neuen Metropoliten der oberrheinischen Kirchenprovinz ziemlich deutlich. Nach den vielen Eingriffen durch nicht-kirchliche Behörden musste die Wahl erst durch Papst Gregor XVI. von allen Mängeln „geheilt“ werden. In jedem Fall kann man feststellen, dass es nicht Demeters Ehrgeiz o. ä. war, der diese Wahl verursachte, sondern die vielen Interessen der staatlichen Behörden, die durchaus Gründe hatten, Ignaz Anton Demeter zu bevorzugen. Das Großherzogtum mit all seinen Beamten und Würdenträgern beanspruchte in Baden eine Autorität, die dem „Staatskirchentum“ entsprach, und mit diesen Problemen hatte auch schon Erzbischof Bernhard Boll zu kämpfen.
Nach vielen Querelen, die mittels kanonischen Rechts beseitigt wurden, konnte der neue Erzbischof am 29. Januar 1839 konsekriert und inthronisiert werden. Die Bischofsweihe spendete ihm der Bischof von Rottenburg, Johann Baptist von Keller. Am selben Tag wurde ihm vom badischen Großherzog Leopold das Großkreuz des Badischen Ordens vom Zähringer Löwen verliehen.
Die Probleme während Demeters Amtszeit mehrten sich ständig durch Tendenzen, die versuchten die staatlichen Rechte zu mehren und die kirchlichen Rechte zu beschneiden. Dagegen konnte sich der Erzbischof kaum wehren, er wusste um die Macht des Großherzogtums. Dazu kam die reformerische Bewegung des „Schaffhauser Vereins“, die aus dem eigenen Klerus herrührte und die Demeter massiv beschädigen wollte. Die Feindschaften innerhalb des Domkapitels, herkommend von der unglücklich verlaufenen Wahl, kamen ebenfalls noch dazu. Trotzdem war Demeter nicht der Erzbischof, als der er oft in der Geschichte tituliert wird. Er war nicht schwach, sondern er erkannte die bestehenden Grenzen und rieb sich nicht nutzlos daran auf. Vielmehr versuchte er das Machbare zu erreichen zur höheren Ehre Gottes. Vielleicht war es aber auch schon die Tatsache, dass er kein Landeskind war, sondern ein Schwabe in Baden, ein Gesichtspunkt der durchaus Schwierigkeiten in sich birgt. Heute kann man sagen, dass er ein weitsichtiger Kirchenmann war, der auch seinem Landesfürsten die damals notwendige Treue und Ehrerbietung entgegenbrachte. Sein Amt als Erzbischof brachte für ihn keinerlei Annehmlichkeiten, sondern forderte höchste Konzentration, Vermittlertätigkeit und genaues Abwägen, um die anstehenden Probleme zu lösen. Gewissenhaft widmete er sich diesen Aufgaben und erntete dafür posthume Nichtbeachtung bzw. negative Geschichtszeilen. Erst seit den 1970er Jahren erfährt Demeter eine späte Rehabilitation, nachdem sich auch die Sichtweisen verändert haben.
Unter anderem gab es während seiner Zeit als geistlicher Oberhirte auch die Problematik der Kirchenkonzerte, die hier beispielhaft erwähnt werden soll. Der erzbischöfliche Archivoberrat Christoph Schmider beschreibt diesen Vorgang mit dem Titel „Gotteslob mit Hörnerschall“ oder „Gräuel an Heiliger Stätte“.
Zusammengefasst ergibt sich folgender Sachverhalt: Im Herbst 1834 gründete sich der „Cäcilienverein am See“ in Meßkirch. In einem Schreiben an das Ordinariat betont dessen Vorstand ähnliche Ziele wie sie Demeter anlässlich der Gründung der Musikgesellschaft Lautlingen formulierte. „Edle Freude geselliger Kunst, Verdrängung schlechter jugendverderbender Lieder, u. Beförderung des Schul- und Kirchengesangs“. Normalerweise entsprachen derartige Ziele der Neigung Ignaz Demeters. Problematisch war aber, dass dieser Verein seine Konzerte in den Gotteshäusern abhalten wollte bzw. abhielt. Dass das erste Konzert in Meßkirch ohne Rücksprache mit dem Ordinariat stattfand, obwohl solche Veranstaltungen in Kirchenräumen grundsätzlich verboten waren, rief den Unwillen in Freiburg hervor. Verschärfend kam dazu, dass die Verantwortlichen, darunter auch Geistliche, von diesem Verbot angeblich nichts wussten. Das Ordinariat bestätigte das Verbot nach Schriftwechseln erneut. Nach weiteren Bittgesuchen wurde die staatliche „katholische Kirchensektion“ befragt, die eine Genehmigung unter Auflagen befürwortete. Das Generalvikariat, es leitete das Bistum während der Sedisvakanz nach dem Tode von Erzbischof Boll, versagte aber auch die nächste, beantragte Genehmigung und zwar mit einem unabänderlichen Beschluss. Dies hatte auch einen Grund mit darin, dass jetzt schon ein zweiter Verein, der Gesangverein aus Gammertingen, eine solche Erlaubnis beantragte. Auch der neue Erzbischof Demeter war ablehnender Haltung gegenüber diesen Kirchenkonzerten. Die Begründung war mehr als harsch und deutlich.
U.a. schreibt der „Referent“: „Eine katholische Kirche erscheint ihm in ihrer heiligen Idee nicht nur nicht geeignet für dergleichen weltliche Gesang-Produktionen, sondern sogar entehret und entheiliget […] Ein schön vorgetragener Gesang von menschlicher Stimme ergreift so stark das Herz der Zuhörer, dass sie sich nicht enthalten können, zu klatschen, Beyfall zuzurufen, bravo, bravissimo, da capo nachzuschreien, und mit Händen und Füßen ihre Freude ausdrücken […] Referent lobt, preist solche Vereine, ist selbst Mitglied eines solchen Gesang-Vereins, nur gehört dieser Verein nicht in die Kirche.“
Demeter hatte also erstens Angst vor einem Sittenverfall, zweitens war er anderer Meinung, welche Art Musik in die Kirche gehört (siehe hier der Gründungsvertrag von Lautlingen) und drittens befürchtete er, dass diese Ansinnen bei einer Ausnahmeregelung auswuchern könnten. Sein Ordinariat folgte ihm hier und daher erging der dementsprechende Beschluss. Die Folge war, dass die Vereine nicht mehr um Genehmigung baten, sondern erst ganz kurz vor der Veranstaltung informierten, so dass eine Absage gewiss zu spät kommen würde. Die langen Postwege kamen den Vereinsfunktionären hier entgegen. Erzbischof Demeter war gewiss zu Recht verärgert, konnte aber, ob der ihm fehlenden staatlichen Strafgewalt nichts tun als beim Innenministerium Einspruch zu erheben. Demeter resignierte 1839 und auch sein Ordinariat musste später einsehen, dass hier die Macht an der Grenze war.
Dieses exemplarische Beispiel zeigt ganz deutlich, dass die kirchlichen Befugnisse mehr als stark durch die in Baden herrschende staatskirchliche Verfassung eingeschränkt waren.
Einige Schreiben nach Lautlingen und Besuche seines Freundes Fidel Eppler, Kastenknecht in Lautlingen und Mitglied der Musikgesellschaft, zeigen, wie sehr er sich dem Dorf auf der Alb nach wie vor verbunden fühlte, wohl auch wegen des Grabes seiner Mutter auf dem Dorffriedhof. Die Begegnung Epplers mit dem Erzbischof soll auch hier als Anekdote Erwähnung finden: „Eppler wollte den Erzbischof in Freiburg besuchen. Im Palais wollte man den einfachen Bauer allerdings nicht vorlassen. Durch die verursachte Unruhe wurde Ignaz Demeter aber über den Besuch aus Lautlingen informiert. Er eilte die Treppe hinunter und fiel seinem Freunde Fidel um den Hals, ungeachtet der Beobachter, welche dieser herzlichen Szene gerade beiwohnen mochten.“
Etwa ein Jahr vor seinem Ableben machte Demeter sein Testament. Er setzte seine Schwester Maria Kreszentia und den Bruder Josef Anton zu Universalerben ein. Der Bruder selbst war Apotheker in Freiburg und die Schwester führte ihm den Haushalt. Man vermag zu ahnen, dass die Anwesenheit der Geschwister sicher so manches Mal tröstend gewirkt haben muss. Unter anderem richtete Demeter eine Stiftung ein, die nach dem Tode der Geschwister zwei Drittel des Barvermögens erben sollte. Sie hatte die Errichtung eines Institutes der barmherzigen Schwestern in Baden zum Ziel. Die Verwirklichung sollte in Freiburg oder Bruchsal stattfinden. Der Demeter wohlgesinnte Großherzog Ludwig von Baden genehmigte die Errichtung des Ordens der barmherzigen Schwestern trotz heftiger Widerstände. Ein Wunsch, dessen Erfüllung der Stifter selbst aber nicht mehr erlebte.
Erzbischof Ignaz Anton Demeter verstarb nach dreimonatigem, schwerem Krankenlager am Montag dem 21. März 1842 um 16:30 Uhr. Seiner Diözese hatte er als zweiter Erzbischof seit der Errichtung fünf Jahre und 52 Tage vorgestanden. Die Beisetzung fand am Gründonnerstag, 24. März um 14 Uhr statt. Sein Nachfolger im Amte, Hermann von Vicari, beerdigte ihn im Münster zu Freiburg.

„Im Jahre 1842, den 21. März, abends halb fünf Uhr starb dahier und wurde am 24. d. Monats nachmittags 2 Uhr von Sr. Gnaden Hermann von Vicari, Dr. der Theologie und beider Rechte, Domdekan, Bischof von Macra, Commandeur des Zähringer Löwenordens mit Begleitung sämtlicher hiesiger, sowie der benachbarten Geistlichkeit und unter Anwohnung Sr. Exzellenz des Großherzogl. Oberhofmarschalls von Dubois de Gresse, als Repräsentant Sr. Königl. Hoheit des Großherzogs von Baden – in der hiesigen Münsterkirche beerdigt, Se. Exzellenz Herr Ignaz Demeter, Dr. der Theologie, Erzbischof und Metropolit zu Freiburg, Großkreuz des Großherzogl. Bad. Ordens vom Zähringer Löwen und Commandeur der französischen Ehrenlegion – 68 Jahre und 8 Monate alt.
Zeugen sind: das ganze Hochwürdige Erzbischöfliche Ordinariat.
Freiburg, den 24. März 1842
Dr. Ludwig Buchegger
Pfarr Rector.“

Das Grabmal, ein schlichter, neugotischer Hochgrabstein, fand Platz in der Schnewlinkapelle des Freiburger Münsters. Hier zeigt sich einerseits die Bescheidenheit Demeters, aber auch die Achtung vor dem damals wenig geliebten Erzbischof. Der Grabstein wurde bewusst klein und einfach gestaltet im Gegensatz zu denen seiner Vorgänger und Nachfolger.

## Sonstiges
Demeter ist Namensgeber der Ignaz-Demeter-Schule (Grund- und Hauptschule) in Albstadt-Lautlingen.

## Sonstige Quellen
- Matrikel der Augsburger Dompfarrei, abgerufen aus Matrikula.de
- Ortschronik Lautlingen Tagesberichte ab 1800, Band I
- Pfarrchronik Lautlingen
- Pfarrarchiv Lautlingen
- Herr Jens Florian Ebert mit verschiedenen Hinweisen